# Brachyrhopala brunnea
Brachyrhopala brunnea là một loài ruồi trong họ Asilidae. Brachyrhopala brunnea được Clements miêu tả năm 2000.